# Спеце (эсминец)
«Спеце» (греч. Αντιτορπιλικό “Σπέτσαι”) — греческий эскадренный миноносец типа «Дардо». Построен по заказу греческого правительства в 1929—1933 годах на верфи Odero Terni — Orland, Sestri Ponente, Италия. Как и предшественник Спеце (броненосец) получил имя одного из трёх основных островов-оплотов греческого флота эпохи Греческой революции острова Спеце. Соответственно два других корабля серии получили имена острова Псара (Псара (эсминец)) и острова Идра (Идра (эсминец)).
Четвёртое судно серии получило имя командующего греческим флотом в Балканские войны адмирала Кунтуриотиса (Кунтуриотис (эсминец))
Эсминец принял участие в греко-итальянской войне 1940—1941 годов сопровождая конвои. Эсминец принял также участие в 3-м рейде греческого флота в Отранто (пролив) 4-5 января 1941 года.
После того как на помощь итальянцам пришла Германия, эсминец вместе с другими кораблями греческого флота ушёл в Александрию, Египет.
Корабль был послан в Калькутту, где прошёл модернизацию.
В дальнейшем сопровождал конвои в Средиземном море, под британским номером H 38. (Классификация кораблей по номеру вымпела).
С 1943 года эсминец был выведен в активный резерв по причине отсутствия запчастей и технических проблем.
Выведен из состава флота в 1945 году.
Продан на лом в 1947 году

## Предшественники
- Парусный Спеце (корвет). Вошёл в состав флота в 1828 году.
- Паровая Спеце (канонерка). Вошла в состав флота в 1881 году.
- Спеце (броненосец). Вошёл в состав флота в 1889 году.

## Наследники
- Спеце (фрегат) (см. Фрегаты типа «Гидра»). Вошёл в состав флота в 1996 году.